# Arctornis galene
Arctornis galene är en fjärilsart som beskrevs av Lambertus Johannes Toxopeus 1948. Arctornis galene ingår i släktet Arctornis och familjen tofsspinnare. Inga underarter finns listade i Catalogue of Life.